# Дюна (рассказ)
«Дюна» (англ. the Dune) — рассказ Стивена Кинга, впервые опубликованный в журнале Granta в 2011 году; также входит в сборник рассказов «Лавка дурных снов».

## Сюжет
Харви Л. Бичер — судья на пенсии, находится в том возрасте, когда часто проводит беседы с юристом Уэйлендом по поводу своего завещания. При этом Бичер, несмотря на свой возраст, часто в одиночку плавает на лодке к одной дюне. Однажды Бичер делится секретом с Уэлендом, почему он так часто посещает эту дюну: потому что на ней возникают имена тех, кто в скором времени должен умереть.